# New Cambria (Missouri)
New Cambria – miasto w Stanach Zjednoczonych, w stanie Missouri, w hrabstwie Macon.